# 特羅姆約甘河

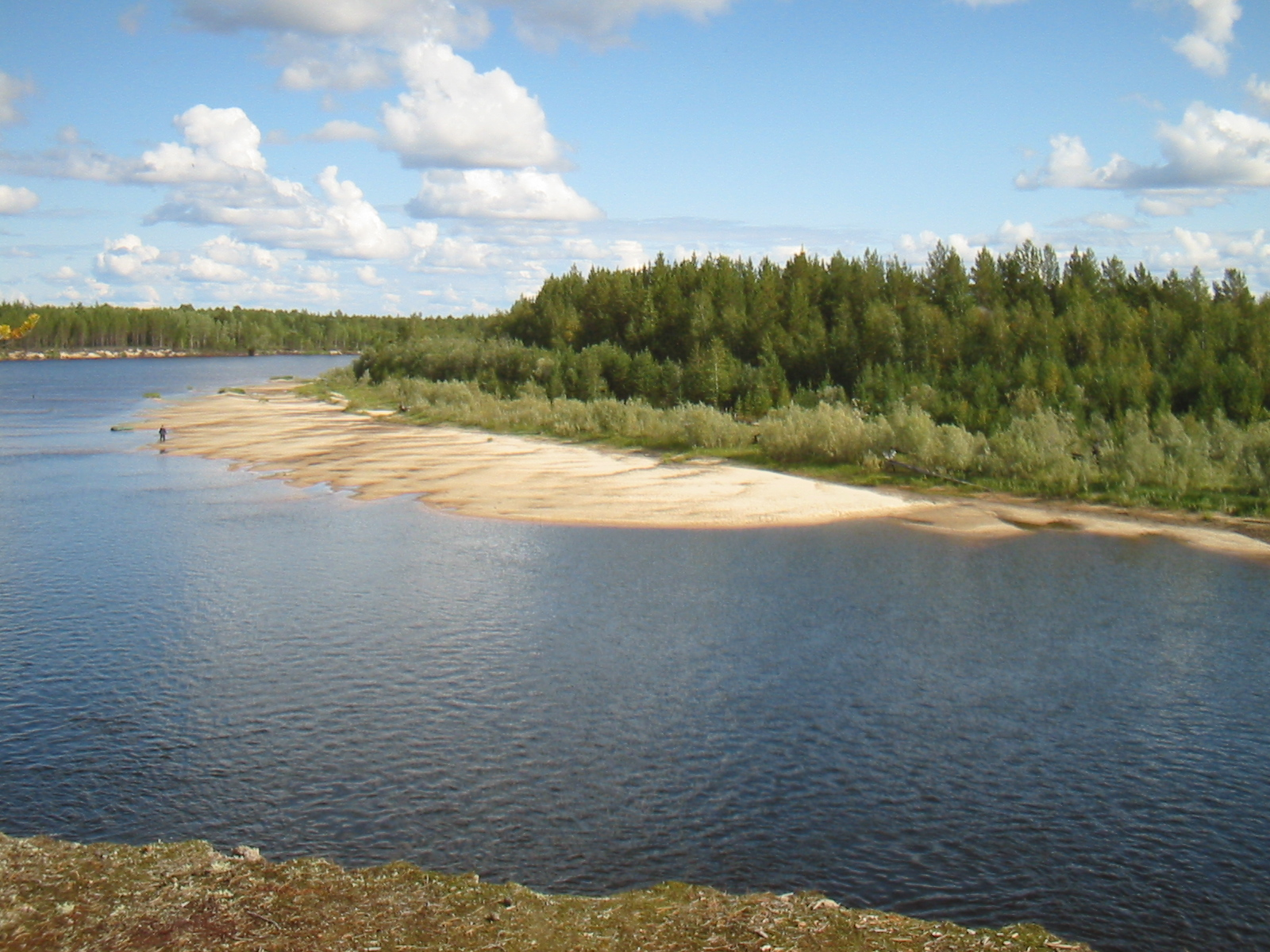
特羅姆約甘河

特羅姆約甘河（俄语：Тромъёган）是俄羅斯的河流，位於秋明州漢特-曼西自治區內，屬於鄂畢河的右支流，河道全長581公里，流域面積55,600平方公里，雨水主要來自融雪，在每年10月至11月上旬開始結冰，直至翌年5月，主要支流有阿甘河。
61°12′56″N 74°28′15″E / 61.21556°N 74.47083°E